# Hesperus-Polka
Hesperus-Polka, op. 249, är en polka av Johann Strauss den yngre. Den framfördes första gången den 6 februari 1861 i danslokalen Zum Sperl i Wien.

## Historia
Wien konstnärsförening Aurora hade upplösts 1859. En ny förening av samma typ grundades samma år med namnet Hesperus. Dess årliga karnevalsbaler var bland de mest magnifika och alla tre bröderna Strauss (Johann, Josef och Eduard), liksom många andra, var medlemmar och komponerade musik till dessa fester under flera decennier. Ett av de första verken var Hesperus-Polka av Johann Strauss, som hade premiär den 6 februari 1861 i Zum Sperl.
I den grekiska mytologin var Hesperus aftonstjärnan. Tillsammans med sin broder Phosphoros (morgonstjärnan) representerade de planeten Venus dubbla aspekter.

## Om polkan
Speltiden är ca 2 minuter och 23 sekunder plus minus några sekunder beroende på dirigentens musikaliska tolkning.